# Port lotniczy Preguiça
Port lotniczy Preguiça – port lotniczy zlokalizowany w mieście Ribeira Brava, na wyspie São Nicolau (Republika Zielonego Przylądka).

## Kierunki lotów i linie lotnicze
| Linia Lotnicza     | Kierunek              |
| ------------------ | --------------------- |
| Bestfly Cabo Verde | 1. Praia 2. Sal       |
| Cabo Verde Express | 1. Sal 2. São Vicente |